# Freestyleskiën op de Olympische Winterspelen 2018 - Halfpipe mannen
Het onderdeel halfpipe voor mannen tijdens de Olympische Winterspelen 2018 vond plaats op 20 en 22 februari 2018 in het Bokwang Phoenix Park in Pyeongchang. Regerend olympisch kampioen was de Amerikaan David Wise. Wise wist met succes zijn titel te verdedigen.

## Tijdschema
| Datum       | Lokale tijd | MET   | Ronde        |
| ----------- | ----------- | ----- | ------------ |
| 20 februari | 10:30       | 02:30 | Kwalificatie |
| 22 februari | 11:30       | 03:30 | Finale       |

## Uitslag

### Kwalificatie
| #  | Bib | Naam                       | Land                           | 1e run | 2e run | Beste | Opm. |
| -- | --- | -------------------------- | ------------------------------ | ------ | ------ | ----- | ---- |
| 1  | 3   | Aaron Blunck               | Verenigde Staten               | 63.20  | 94.40  | 94.40 | Q    |
| 2  | 1   | Alex Ferreira              | Verenigde Staten               | 92.60  | 43.40  | 92.60 | Q    |
| 3  | 7   | Torin Yater-Wallace        | Verenigde Staten               | 89.60  | 33.60  | 89.60 | Q    |
| 4  | 27  | Byron Wells                | Nieuw-Zeeland                  | 88.60  | 42.00  | 88.60 | Q    |
| 5  | 16  | Beau-James Wells           | Nieuw-Zeeland                  | 86.20  | 88.20  | 88.20 | Q    |
| 6  | 5   | Kevin Rolland              | Frankrijk                      | 87.80  | 37.80  | 87.80 | Q    |
| 7  | 9   | Mike Riddle                | Canada                         | 6.40   | 82.20  | 82.20 | Q    |
| 8  | 2   | David Wise                 | Verenigde Staten               | 24.80  | 79.60  | 79.60 | Q    |
| 9  | 6   | Noah Bowman                | Canada                         | 43.00  | 77.20  | 77.20 | Q    |
| 10 | 8   | Thomas Krief               | Frankrijk                      | 74.40  | 25.80  | 74.40 | Q    |
| 11 | 15  | Nico Porteous              | Nieuw-Zeeland                  | 51.20  | 72.80  | 72.80 | Q    |
| 12 | 19  | Andreas Gohl               | Oostenrijk                     | 68.60  | 31.60  | 68.60 | Q    |
| 13 | 4   | Simon d'Artois             | Canada                         | 66.60  | 40.40  | 66.60 |      |
| 14 | 21  | Murray Buchan              | Groot-Brittannië               | 66.00  | 65.40  | 66.00 |      |
| 15 | 12  | Peter Speight              | Groot-Brittannië               | 3.80   | 64.60  | 64.60 |      |
| 16 | 20  | Lukas Müllauer             | Oostenrijk                     | 17.00  | 63.60  | 63.60 |      |
| 17 | 22  | Miguel Porteous            | Nieuw-Zeeland                  | 40.40  | 62.60  | 62.60 |      |
| 18 | 10  | Joel Gisler                | Zwitserland                    | 59.80  | 9.80   | 59.80 |      |
| 19 | 14  | Rafael Kreienbühl          | Zwitserland                    | 55.20  | 22.20  | 55.20 |      |
| 20 | 24  | Mao Bingqiang              | China                          | 53.00  | 54.60  | 54.60 |      |
| 21 | 18  | Marco Ladner               | Oostenrijk                     | 54.20  | 39.40  | 54.20 |      |
| 22 | 23  | Brendan Newby              | Ierland                        | 53.80  | 53.80  | 53.80 |      |
| 23 | 26  | Kong Xiangrui              | China                          | 47.40  | 50.80  | 50.80 |      |
| 24 | 13  | Pavel Tsjoepa              | Olympische atleten uit Rusland | 46.80  | 25.80  | 46.80 |      |
| 25 | 11  | Robin Briguet              | Zwitserland                    | 23.00  | 29.40  | 29.40 |      |
| 26 | 17  | Alexander Glavatsky-Yeadon | Groot-Brittannië               | 10.80  | 15.00  | 15.00 |      |
| 27 | 25  | Lee Kang-bok               | Zuid-Korea                     | 5.80   | 13.00  | 13.00 |      |

### Finale
| #      | Bib | Naam                | Land             | 1e run | 2e run | 3e run | Beste |
| ------ | --- | ------------------- | ---------------- | ------ | ------ | ------ | ----- |
| Goud   | 2   | David Wise          | Verenigde Staten | 17.00  | 6.40   | 97.20  | 97.20 |
| Zilver | 1   | Alex Ferreira       | Verenigde Staten | 92.60  | 96.00  | 96.40  | 96.40 |
| Brons  | 15  | Nico Porteous       | Nieuw-Zeeland    | 82.40  | 94.80  | 30.00  | 94.80 |
| 4      | 16  | Beau-James Wells    | Nieuw-Zeeland    | 87.40  | 52.20  | 91.60  | 91.60 |
| 5      | 6   | Noah Bowman         | Canada           | 89.40  | 19.20  | 11.20  | 89.40 |
| 6      | 9   | Mike Riddle         | Canada           | 85.40  | 26.00  | 27.40  | 85.40 |
| 7      | 3   | Aaron Blunck        | Verenigde Staten | 81.40  | 5.60   | 84.80  | 84.80 |
| 8      | 19  | Andreas Gohl        | Oostenrijk       | 14.60  | 46.00  | 68.80  | 68.80 |
| 9      | 7   | Torin Yater-Wallace | Verenigde Staten | 65.20  | 28.80  | 12.20  | 65.20 |
| 10     | 8   | Thomas Krief        | Frankrijk        | 9.80   | DNS    | DNS    | 9.80  |
| 11     | 5   | Kevin Rolland       | Frankrijk        | 6.40   | 6.40   | 5.60   | 6.40  |
| 12     | 27  | Byron Wells         | Nieuw-Zeeland    | DNS    | DNS    | DNS    | DNS   |